# Achias straatmani
Achias straatmani är en tvåvingeart som beskrevs av Mcalpine 1994. Achias straatmani ingår i släktet Achias och familjen bredmunsflugor. Inga underarter finns listade i Catalogue of Life.